# یوهان آبسالونسن
یوهان آبسالونسن (انگلیسی: Johan Absalonsen؛ زادهٔ ۱۶ سپتامبر ۱۹۸۵) بازیکن سابق فوتبال اهل دانمارک است که در پست وینگر چپ بازی می‌کرد.
وی همچنین در تیم‌های ملی فوتبال زیر ۲۱ سال دانمارک و دانمارک بازی کرده‌است.